# Final Fantasy X
 Der er for få eller ingen kildehenvisninger i denne artikel, hvilket er et problem. Du kan hjælpe ved at angive troværdige kilder til de påstande, som fremføres i artiklen.

Final Fantasy X (ファイナルファンタジーX Fainaru Fantajī Ten) er et RPG-spil udviklet af Square (nu Square Enix), og er det tiende spil i Final Fantasy serien. Det var originalt udgivet til Sony's PlayStation 2, i 2002, derefter flere år senere genudgivet i høj kvalitet sammen med Final Fantasy X-2 under navnet Final Fantasy X/X-2 HD Remaster for Playstation 3 og Playstation Vita i 2013, for Playstation 4 i 2015, Microsoft Windows i 2016 og for både Nintendo Switch og Xbox One i 2019. Det er det første Playstation 2 spil i serien, som markerer seriens overgang fra pre-rendered baggrunde til tredimensionale områder og er også det første spil i serien som indeholder stemme-overlæggelse. Final Fantasy X erstatter "Active Time Battle" (ATB) systemet med "Conditional Turn-Based Battle" (CTB) systemet, og bruger et nyt nivelleringssystem kaldt "Sphere Gridden".
Set i fantasiverdenen Spira, en verden inspireret af atmosfæren fra Stillehavet, Thailand og Japan, handler spillet om en gruppe af eventyrere og deres mål på at besejre et monster ved navn Sin. Spillets hovedperson er Tidus, en stjerne atlet i det fiktive sport, Blitzball, som en dag ender i Spira efter hans hjemby Zanarkand bliver destrueret af Sin. Lidt efter Tidus ankommelse, tilslutter han sig til Yuna på hendes pilgrimsrejse for at besejre Sin.
Udviklingen af Final Fantasy X begyndte i 1999, med en budget på over (dengang) $32.3 millioner amerikanske dollars (tilsvarende $48.6 millioner i 2018 dollars eller 319.07 millioner danske kroner) og et udviklings-hold bestående af over 100 personer. Det var det første spil i hovedserien som var ikke solo-komponeret af Nobuo Uematsu; han samarbejdede nemlig med Masashi Hamauzu og Junya Nakano. Final Fantasy X blev mødt med både kritisk og kommerciel succes, solgte over 8 millioner eksemplarer verden rundt på Playstation 2 og anses nu for at være et af de bedste spil af alle tider. I marts 2003, blev spillet efterfulgt af Final Fantasy X-2, som gjorde at det blev det første Final Fantasy spil med en direkte efterfølger.

## Gameplay
Som i de forrige spil i serien, præsenteres Final Fantasy X i et tredjepersonsperspektiv, hvor spilleren navigerer hovedpersonen, Tidus, rundt om verdenen til at interagere med objekter og mennesker. Dog i modsætning til de forrige spil, er verdenen og bykortene blevet fuldt integreret. Når Tidus udforsker verdenen, støder han på fjender tilfældigt. Når man støder på en fjende, skifter omgivelserne sig til en tur-baseret kamp område hvori karakterer og fjender afventer deres ture til at angribe.
Final Fantasy X adskiller sig fra de andre, forrige spil i Final Fantasy-serien ved at ikke have et top-down perspektivt verdenskort. Tidligere spil indeholdte små-detaljeret områder mellem byerne og andre steder, som var brugt til lange rejser. I Final Fantasy X er alle stederne sammenhængende og falmer aldrig ud til et verdenskort. Regionale forbindelser er, for det meste, lineære og formerer en sti igennem alle spillets steder, men et luftskib bliver tilgængelig senere i spillet, som spilleren kan bruge til at navigere rundt om Spira hurtigere. Ligesom i de forrige spil, indeholder Final Fantasy X en række minigames, herunder den fiktive undervands-sport "blitzball".

### I Kamp
Final Fantasy X erstatter seriens traditionelle "Active Time Battle" system, først brugt i Final Fantasy IV, med det nye "Conditional Turn-Based Battle" system. Hvorimod ATB systemet indeholder real-time elementer, er CTB systemet en tur-baseret format som pauser kampen under hver af spillerens ture. Derfor tillader CTB designet spilleren til at vælge sin aktion uden noget tidspres. En grafisk tidslinje oppe i højre hjørne af skærmen viser hvis tur det er efter, og hvordan forskellige aktioner vil påvirke den efterfølgende rækkefølge af ture. Rækkefølgen af ture kan ændres af forskellige besværgelser, våben og rustning eller evner som kan påføre status effekter på de kontrollerede karakterer eller fjenderne. Spilleren kan bruge op til tre karakterer i kamp, dog tillader et udvekslings-system at bytte dem ud med en karakter udenfor den aktive gruppe når som helst. "Limit Breaks", speciale og meget skadelige angreb, dukker op i Final Fantasy X som "Overdrives". I disse nye versioner er de fleste teknikker interaktive, og har behov for at man trykker på knapperne, af kontrolleren, for at øge deres effektivitet. Man kan bruge overdrives når ens karakter har modtaget meget skade, men spilleren er også selv i stand til at kunne ændre kravene for at kunne få dem.
Final Fantasy X introducerer en forbedret version af tilkaldningssystemet som var brugt i de forrige spil i serien. Hvorimod i de forrige titler hvor en tilkaldt væsen ville ankomme, udføre et aktion og derefter afrejse, vil disse "Aeons" i Final Fantasy X ankomme, helt erstatte gruppen af karakterer og kæmpe indtil enten Aeonen vinder kampen, er blevet besejret (dør) eller er blevet bortsendt af spilleren. Disse Aeons har deres egne statistikker, kommandoer, speciale evner, magi og Overdrives. Spilleren får i alt fem aeons igennem spillets historie ved at gennemføre de forskellige "Cloister of Trials" puslespil, men tre andre aeons kan kun blive skaffet ved at gennemføre forskellige side-quests.

### Sphere Grid
Ligesom de forrige titler i serien har spilleren mulighed for at kunne udvikle og forbedre deres karakterer ved at besejre fjender og modtage våben, dog erstattes det traditionelle experience point system med et nyt system ved navn "Sphere gridden". I modsætning til, at karaktererne modtager allerede forudbestemte statistik bonusser for deres egenskaber efter at level op, modtager de hver "Sphere Levels" efter at samle nok Evne Point (AP på engelsk). Sphere Levels tillader spilleren at flytte rundt på Sphere Gridden og låse op for de ønskede evner eller funktioner til karaktererne.
Spere Grid systemet tillader også spillere at ændre karakterenes roller, for eksempel kan man ændre den hvide magiker Yuna om til en fysisk kraftcenter og sværdkæmperen Auron om til en healer. I de internationale og PAL versioner af spillene inkluderes en "expert mode" version af Sphere Gridden. I disse versioner, starter alle karaktererne i midten af gitteret og kan følge hvilken som helst sti, som spilleren vælger, dog findes der et mindre antal noder og derfor formindsker antallet af opgraderinger til råde.

### Blitzbold
Blitzball (eller på dansk; Blitzbold) er en minigame i Final Fantasy X der kræver både taktik og strategi. Undervands-sporten er spillet i en kæmpe, svævende kugle af vand omringet af et publikum af tilskuere. Spilleren kontrollerer en karakter af gangen imens de svømmer rundt i kuglen og udfører pasninger, tacklinger og prøver på at score. Det er lignende til hovedspillet, idet at den kontrollerede karakter bevæger sig rundt indtil de støder på en fjende. Bare at i dette tilfælde, er fjenden en fra det andet hold. Status effekter er også blevet implementeret i Blitzbold hvori hver spiller kan lære teknikker, som er tilsvarende til evnerne i hovedspillet.
Blitzbold bliver introduceret i starten af spillet under den første cinematiske scene hvor Tidus, hovedpersonen som også bliver beskrevet som en Blitzbold stjerne, er med i et intenst spil. Det er den eneste minigame i spillet som spiller en rolle i historien, da det ikke kun er en hoveddel af Tidus' karakter, men det er også i den første scene hvor spillets hoved-antagonist, Sin, er vist. I modsætning til andre minigames, er Blizbold obligatorisk nær starten af spillet men senere bliver valgfrit.

## Plot

### Baggrund og karakterer
Final Fantasy X er sat i den fiktive verden af Spira, bestående af et stort landområde divideret i tre subkontinenter, omringet af små tropiske øer. Spira indeholder forskellige klimaer, fra de tropiske Besaid og Kilika øer, til den tempereret Mi'ihen region, til de kølige Macalania og Mt. Gagazet områder. Selvom Spira er hovedsageligt befolket af mennesker, har de en række af forskellige racer. Iblandt dem er Al Bhed'erne, en teknologisk avanceret undergruppe af mennesker med særpræget grønne øjne og et unikt sprog. Guado'erne er mindre menneskelige i udseende, med langstrakte fingre og andre arborealske "komponenter". Flere racer, også umenneskelig, inkluderer de løve-lignende Ronso'er og frø-lignende Hypeollo'er. En delmængde af Spiras racer er de "usendte", døde ånder der forbliver i deres legemlig forme. De døde i Spira som ikke bliver sendt til Farplanen, af en summoner, kommer og transformere sig om til "fiends", monstrene som man støder på gennem spillet. Men få usendte kan beholde deres menneskelig form under visse betingelser. Andet fauna i Spira, bortset fra dem som er tegnet fra ægte dyr, såsom katte, hunde, fugle og sommerfugle, inkluderer de store, amfibie shoopufs (som minder om elefanter); og de emu-lignende chocobo'er, som optræder i de fleste Final Fantasy spil. Spira afviger sig fra de europæiske stil verdener fundet i de forrige Final Fantasy spil, og er mere sydasiatisk med hensyn til vegetation, arkitektur, topografi og navne.
Der findes syv hovedkarakterer i Final Fantasy X: Tidus, en glad, ung teenager som er en stjernespiller i blitzball fra Zanarkand, der søger efter en vej hjem da han bliver transporteret til Spira af Sin. For at gøre tilslutter han sig til Yuna, en summoner på en rejse for at skaffe The Final Aeon og besejre det store monster, Sin. Med på deres rejse er: Kimahri Ronso, en ung kriger fra Ronso-stammen som passede på Yuna gennem hendes barndom; Wakka, en blitzball spiller hvis yngre bror blev dræbt af Sin; og Lulu, en stoisk sort heks som er tæt med Yuna og Wakka. På deres rejse bliver de sluttede til af Auron, en tidligere munke kriger, som arbejdede både med Tidus og Yunas fædre i at besejre Sin 10 år før; og Rikku, Yunas kusine, en munter Al Bhed pige og den første venlige person Tidus møder ved ankomst til Spira.

### Handling
Tidus venter med sine allierede udenfor en ruinby. Han fortæller om alle begivenhederne der fører op til nutiden. Det begynder i hans hjemby, den højteknologiske metropol Zanarkand, hvor han er en blitzball spiller og søn til den berømte blitzball stjernespiller, Jecht. Under en blitzball turnering bliver byen angrebet af et monster som Auron, en mand som ikke er oprindeligt fra Zanarkand, kalder "Sin". Sin destruer Zanarkand og tager Tidus og Auron til Spira.
Da Tidus ankommer til Spira bliver han redet af nogle Al Bhed, som snakker et sprog som Tidus ikke forstår. En af dem, Rikku, snakker det samme sprog som Tidus og fortæller at Sin ødelagde Zanarkand 1000 år siden. Efter Sin angriber igen, bliver Tidus separeret fra dykkerne og driver til den tropiske ø, Besaid, hvor han møder Wakka, kaptajn over det lokale blitzball hold, og viser sine blitzball evner. Wakka introducerer Tidus til Yuna, en ung summoner som skal til at rejse for at få The Final Aeon og tilintetgøre Sin med hendes værger Lulu, en magiker af sort magi, og Kimahri, et medlem af Ronso-stammen. Imellem tiden slutter Tidus sig til Wakka for at hjælpe ham i den kommende blitzball turnering, i håb om at finde en vej hjem. Gruppen rejser igennem Spira for at samle aeons, forsvare imod Sins angreb og dens “offspring” ved navn Sinspawn. Efter turnering slutter Auron sig til gruppen og overbeviser Tidus om at blive en af Yunas vogtere. Han afslører til Tidus at Yunas far, Lord Braska; Tidus far, Jeht; og hamselv lavede den samme pilgrimsrejse for at besejre Sin ti år siden. Tidus troede at hans far døde på havet ti år tidligere. Efter endnu et angreb møder de Rikku, senere afsløret for at være Yunas kusine.
Da gruppen ankommer til byen Guadosalam frier lederen af Guado’erne, Seymour Guado, til Yuna, og påstår at det vil formindske Spiras sorg. Ved Macalania tempel, opdager gruppen en besked fra Lord Jyscals ånd, som var Seymours far. I den erklærer han at han blev dræbt af sin egen søn, som nu planlægger at destruere Spira. Gruppen genforener sig med Yuna og dræber Seymour i kamp; lidt efter angriber Sin, adskiller Yuna og sender de andre til øen Bikanel. Mens de leder efter Yuna ved øens Al Bhed koloni får Tidus en emotionel sammenbrud da han lærer at summonere dør efter de tilkalder “The Final Aeon”, som leder til hans lyst for at finde en vej på at dræbe Sin og holde Yuna i live. Gruppen finder Yuna i Bevelle hvor hun bliver tvunget til at gifte sig med den usendte Seymour. De crasher brylluppet og det lykkedes dem at flygte med Yuna. Gruppen, nu genforenet, drager derefter til Zanarkand ruinerne, som ses i introduktionen til spillet.
Kort før deres ankomst lærer Tidus at ham, Jecht og den Zanarkand de kommer fra er en falsk kopi skabt af aeons af den originale Zanarkand og dets befolkning. Lang tid siden kæmpede den originale Zanarkand imod Bevelle i en machina krig, hvori Bevelle vandt. De overlevende fra Zanarkand blev kendt som “fayth” så de kunne, ud fra deres minder, genskabe en ny by, fjernet fra realiteten af Spira. Tusind år senere er “fayth’erne” blevet udmattet af at opretholde “Drømme Zanarkand”, men kan ikke stoppe på grund af Sins indflydelse.
Da de når til Zanarkand, fortæller Yunalesca-den første summoner til at besejre Sin og usendt siden- gruppen at den sidste aeon bliver skabt af fayth af en som er personligt tæt på summoneren. Efter man besjrer Sin, dræber den sidste Aeon summoneren og transformer sig om til en ny Sin, som gør at dens cyklus af genfødsel fortsætter. Yuna går imod at bruge den sidste aeon, på grund af kosten af ofre og at Sin bliver genfødt alligevel. Skuffet over deres valg, forsøger Yunalesca på at dræbe Tidus’ gruppe, men hun bliver besejret og dermed er alt håbet om at få den sidste aeon væk. Efter kampen lærer gruppen at Yu Yevon, en summoner som har mistet sit menneskehed og sind, står bag cyklussen af genfødslen af Sin. Dette leder gruppen til at infiltrere Sins krop for at kæmpe mod Seymour, og Jechts fængslet ånd. Da Sins vært bliver besejret, angriber gruppen Yu Yevon. Sins cyklus af liv slutter og ånderne af “fayth” bliver frigjort fra deres fængsel. Auron, som havde afsløret sig for at være usendt, bliver sendt til Farplanen. Efter en tale til folket af Spira, siger Yuna at hun vil hjælpe med at genbygge deres verden, nu da Sin ikke eksisterer længere. En scene efter kreditterne viser hvordan Tidus vågner op under vandet. Han svømmer derefter op til hav overfladen, hvor skærmen langsomt bliver hvidt.

## Udvikling
Udviklingen af Final Fantasy X begyndte i 1999 og kostede omkring ¥4 milliard (omkring US$48.6 million i 2018 dollars) med et hold af 100 mennesker, hvori de fleste havde arbejdet på de forrige spil i serien. Producenten Hironobu Sakaguchi bekendte at selvom han havde bekymringer om overgangen fra 2D til 3D baggrunde, stemme-overlæggelsen og overgangen til real-time historie-fortælling, kan succesen af Final Fantasy-serien anerkendes for at constant udfordre udviklings-holdet til at prøve nye ting af. Producenten Yoshinori Kitase var også en direktør for Final Fantasy X, imens rækkefølgen af begivenhederne, kortene og kampene blev splittet mellem Motomu Toriyama, Takayoshi Nakazato og Toshiro Tsuchida. Udviklingen af manuskriptet for spillet tog tre til fire måneder, og omkring den samme mængde tid blev brugt til stemme overlæggelsen bagefter.

## Karakterer
- Tidus: Spillets hovedperson. Stjernespiller på blitzballholdet "Zanarkand apes" der uforklarligt rejser frem i tiden. Tidus finder ud af, at hans hjem er blevet destrueret af den altødelæggende Sin 1000 år før den tid han er havnet i.
- Yuna: Summoner. En der tilkalder aeons og monstre der hjælper hende i kampe. Hun tager på pilgrimsfærd for at besejre Sin.
- Kihmari: Yunas guardian/beskytter. Han tilhører racen ronso.

- Wakka: Anfører for blitzballholdet Besaid aurochs og er med til at beskytte Yuna.

- Lulu: Endnu en af Yunas beskyttere.

- Auron: Var tidligere Yunas fars beskytter, da han var på pilgrimsfærd. Bliver Yunas beskytter.
- Rikku: Hun er en Al Bhed, der hjælper Yuna og beskytter hende.